# Mikołaj z Błociszewa
 Mikołaj z Błociszewa Błociszewski herbu Ostoja (zm. przed 1499 r.) – dziedzic dóbr w Błociszewie, Chaławach, Gaju i Grabianowie, burgrabia kościański.

## Życiorys
Mikołaj Błociszewski pochodził z Błociszewa w Wielkopolsce. Jego ojcem był Jan Błociszewski. Miał braci rodzonych – Macieja i Stanisława. Jego stryjem był Mikołaj Błociszewski, kasztelan santocki i sędzia poznański. Wraz z braćmi zawarł ugodę w roku 1437 z Maciejem Szczodrowskim względem kaplicy w Błociszewie.
W roku 1463 kupił za 160 grzywien od Piotra Chaławskiego czwartą część w Chaławach. Od Abrahama Kiebłowskiego kupił w roku 1475 wieś Gaj za 600 grzywien. Następnie od Jakuba Grabionowskiego nabył w roku 1478 część Grabionowa za 40 grzywien. W związki małżeńskie wstępował dwukrotnie. Jego pierwszą żoną była Dorota, córka Dominika z Jeżewa a drugą Anna, której oprawił posag w roku 1479 na trzeciej części w Błociszewie i na dwóch częściach w Grabionowie w wysokości 300 zł. Miał kilkoro dzieci: Barbarę, Katarzynę, Jana, Piotra, Mikołaja i Jakuba. Nie żył już w roku 1499.
Mikołaj z Błociszewa Błociszewski herbu Ostoja był burgrabią kościańskim w latach 1474-1478.
Wnukiem Mikołaja Błociszewskiego był Wincenty Gajewski (syn Piotra Błociszewskiego i Małgorzaty Strzępińskiej), po którym pochodzą Gajewscy herbu Ostoja piszący się z Błociszewa.